# Saúl Coco
Saúl Basilio Coco-Bassey Oubiña (ur. 9 lutego 1999 na Lanzarote) – piłkarz z Gwinei Równikowej grający na pozycji środkowego obrońcy. Od 2019 jest zawodnikiem klubu UD Las Palmas.

## Kariera klubowa
Swoją karierę piłkarską Coco rozpoczynał w juniorach takich klubów jak: CD Orientación Marítima, UD Las Palmas (2013-2016) i ponownie CD Orientación Marítima (2015-2016). W 2016 został zawodnikiem rezerw RCD Espanyol. a w sezonie 2018/2019 był z nich wypożyczony do grającego w Tercera División, UD Horta.
Latem 2020 Coco przeszedł do UD Las Palmas. W sezonie 2019/2020 grał w trzecim zespole, a w sezonie 2020/2021 awansował do drugiego zespołu. W 2021 awansował do pierwszego zespołu i 6 marca 2021 zadebiutował w nim w Segunda División w zremisowanym 1:1 domowym meczu z Rayo Vallecano.
| Sezon   | Klub                   | Kraj      | Rozgrywki          | Mecze | Gole |
| ------- | ---------------------- | --------- | ------------------ | ----- | ---- |
| 2016/17 | RCD Espanyol B         | Hiszpania | Segunda División B | 0     | 0    |
| 2017/18 | RCD Espanyol B         | Hiszpania | Tercera División   | 0     | 0    |
| 2018/19 | UA Horta               | Hiszpania | Tercera División   | 22    | 0    |
| 2019/20 | UD Las Palmas C        | Hiszpania | Tercera División   | 13    | 0    |
| 2020/21 | UD Las Palmas          | Hiszpania | Segunda División   | 2     | 0    |
| 2020/21 | UD Las Palmas Atlético | Hiszpania | Segunda División B | 9     | 0    |

## Kariera reprezentacyjna
W reprezentacji Gwinei Równikowej Coco zadebiutował 3 września 2017 w przegranym 1:2 towarzyskim meczu z Beninem, rozegranym w Malabo. W 2022 roku został powołany do kadry na Puchar Narodów Afryki 2021. Na tym turnieju wystąpił w pięciu meczach: grupowych z Wybrzeżem Kości Słoniowej (0:1), z Algierią (1:0), ze Sierra Leone (1:0), w 1/8 finału z Mali (0:0, k. 6:5) i ćwierćfinałowym z Senegalem (1:3).